# Liste der Straßen und Plätze in Hamburg-Blankenese

Lage von Blankenese in Hamburg und im Bezirk Altona (hellrot)

Die Liste der Straßen und Plätze in Blankenese ist eine Übersicht der im Hamburger Stadtteil Blankenese vorhandenen Straßen und Plätze. Sie ist Teil der Liste der Verkehrsflächen in Hamburg.

## Überblick
In Blankenese (Ortsteilnummern 223 und 224) leben 13521 Einwohner (Stand: 31. Dezember 2023) auf 7,7 km². Blankenese liegt im Postleitzahlenbereich 22587.
In Blankenese gibt es 149 Verkehrsflächen, darunter einen Platz und eine Elbinsel. Eine große Anzahl von Fußwegen liegt im so genannten Treppenviertel.

## Übersicht der Straßen
Die nachfolgende Tabelle gibt eine Übersicht über alle benannten Verkehrsflächen – Straßen, Plätze und Brücken – im Stadtteil sowie einige dazugehörige Informationen. Im Einzelnen sind dies:
- Name/Lage: aktuelle Bezeichnung der Straße, des Platzes oder der Brücke. Über den Link (Lage) kann die Straße, der Platz oder die Brücke auf verschiedenen Kartendiensten angezeigt werden. Die Geoposition gibt dabei ungefähr die Mitte an. Bei längeren Straßen, die durch zwei oder mehr Stadtteile führen, kann es daher sein, dass die Koordinate in einem anderen Stadtteil liegt.
- Straßenschlüssel: amtlicher Straßenschlüssel, bestehend aus einem Buchstaben (Anfangsbuchstabe der Straße, des Platzes oder der Brücke) und einer dreistelligen Nummer.
- Länge/Maße in Metern:
Hinweis: Die in der Übersicht enthaltenen Längenangaben sind nach mathematischen Regeln auf- oder abgerundete Übersichtswerte, die im Digitalen Atlas Nord[1] mit dem dortigen Maßstab ermittelt wurden. Sie dienen eher Vergleichszwecken und werden, sofern amtliche Werte bekannt sind, ausgetauscht und gesondert gekennzeichnet.
Bei Plätzen sind die Maße in der Form a × b bei rechteckigen Anlagen oder a × b × c bei dreiecksförmigen Anlagen mit a als längster Kante dargestellt.
Der Zusatz (im Stadtteil) gibt an, wie lang die Straße innerhalb des Stadtteils ist, sofern sie durch mehrere Stadtteile verläuft.
- Namensherkunft: Ursprung oder Bezug des Namens.
- Datum der Benennung: Jahr der offiziellen Benennung oder der Ersterwähnung eines Namens, bei Unsicherheiten auch die Angabe eines Zeitraums.
- Anmerkungen: Weitere Informationen bezüglich anliegender Institutionen, der Geschichte der Straße, historischer Bezeichnungen, Baudenkmale usw.
- Bild: Foto der Straße oder eines anliegenden Objektes.

| Name/Lage                        | Straßen- schlüssel | Länge/Maße (in Metern) | Namensherkunft | Datum der Benennung | Anmerkungen | Bild                      |
| -------------------------------- | ------------------ | ---------------------- | --- | ------------------- | --- | ------------------------- |
| Akazienweg (Lage)                | A057               | 0280                   | nach dem gleichnamigen Gewächs                                                                                              | 1930                | | Akazienweg                |
| Am Abhang (Lage)                 | A178               | 0230                   | nach der Lage | 1949                | | Am Abhang                 |
| Am Eiland (Lage)                 | A217               | 0430                   | nach einem Flurnamen | 1928                | | Am Eiland                 |
| Am Hang (Lage)                   | A241               | 0215                   | nach der Lage am Geesthang                                                                                                  | 1928                | | Am Hang                   |
| Am Kiekeberg (Lage)              | A270               | 0715                   | nach einem ehemaligen Grundstück, das einen Blick auf die Elbe bot                                                          | 1928                | niederdeutsch kieken = gucken | Am Kiekeberg              |
| Am Klingenberg (Lage)            | A273               | 0710                   | nach einem Flurnamen | 1928                | | Am Klingenberg            |
| Am Krähenberg (Lage)             | A277               | 0680                   | nach den ehemals hier nistenden Krähen                                                                                      | 1926                | | Am Krähenberg             |
| Am Pumpenkamp (Lage)             | A313               | 0155                   | nach dem reichhaltigen Wasservorkommen und den damit verbundenen Bohrungen                                                  | vor 1927            | | Am Pumpenkamp             |
| Anna-Hollmann-Weg (Lage)         | A436               | 0195                   | nach der gleichnamigen Romanfigur von Gustav Frenssen                                                                       | 1942                | | Anna-Hollmann-Weg         |
| Anne-Frank-Straße (Lage)         | A638               | 1305                   | Anne Frank (1929–1945), Opfer des Nationalsozialismus                                                                       | 1986                | nördliche Straßenhälfte zwischen Rissener Landstraße und Marienhöhe in Sülldorf, sonst komplett in Blankenese; vor 1986 Frenssenstraße | Anne-Frank-Straße         |
| August-Bolten-Weg (Lage)         | A516               | 0355                   | August Bolten (1812–1887), Schiffsmakler und Reeder                                                                         | 1949                | | August-Bolten-Weg         |
| Auguste-Baur-Straße (Lage)       | A520               | 0240                   | Auguste Caecilie Baur (1821–1895), Wohltäterin und Stifterin                                                                | 1903                | | Auguste-Baur-Straße       |
| Avenariusstraße (Lage)           | A539               | 0260                   | Ferdinand Avenarius (1856–1923), Dichter                                                                                    | 1949                | | Avenariusstraße           |
| Babendiekstraße (Lage)           | B010               | 0745                   | nach der Romanfigur Otto Babendiek von Gustav Frenssen                                                                      | 1947                | | Babendiekstraße           |
| Bargfredestraße (Lage)           | B060               | 0270                   | Heinrich Bargfrede (1684–1726), Vogt in Dockenhuden                                                                         | 1950                | | Bargfredestraße           |
| Bartmanns Treppe (Lage)          | B088               | 0040                   | Kapitän und Grundeigentümer Bartmann (1823–1867)                                                                            | um 1927             | | Bartmanns Treppe          |
| Baurs Park (Lage)                | B113               | 0615                   | Georg Friedrich Baur (1768–1865), Kaufmann                                                                                  | 1922                | | Baurs Park                |
| Baurs Weg (Lage)                 | B114               | 0285                   | Georg Friedrich Baur (1768–1865), Kaufmann                                                                                  | vor 1903            | | Baurs Weg                 |
| Beckers Treppe (Lage)            | B126               | 0115                   | Karl Heinrich Becker (1807–1888), Uhrmacher und Grundeigner                                                                 | vor 1903            | | Beckers Treppe            |
| Bismarckstein (Lage)             | B376               | 0390                   | Otto von Bismarck (1815–1898), Politiker                                                                                    | 1890                | Ursprünglich sollte an dieser Stelle ein Denkmal zu Ehren Bismarcks errichtet werden, was aber wegen der in Hamburg gebauten Statue letztendlich unterblieb. | Bismarckstein             |
| Björnsonweg (Lage)               | B381               | 0875                   | Bjørnstjerne Bjørnson (1832–1910), norwegischer Dichter und Politiker                                                       | 1967                | | Björnsonweg               |
| Blankeneser Bahnhofstraße (Lage) | B385               | 0525                   | nach Lage und Funktion im Stadtteil, zum S-Bahnhof Blankenese führend                                                       | 1930                | | Blankeneser Bahnhofstraße |
| Blankeneser Hauptstraße (Lage)   | B386               | 1160                   | nach der Lage im Stadtteil                                                                                                  | 1928                | | Blankeneser Hauptstraße   |
| Blankeneser Landstraße (Lage)    | B388               | 1065                   | nach der Lage im Stadtteil                                                                                                  | 1929                | | Blankeneser Landstraße    |
| Bohnstraße (Lage)                | B459               | 0155                   | Heinrich Conrad Theodor Bohn (1849–1927), Gärtnereibesitzer                                                                 | um 1926             | | Bohnstraße                |
| Bornholdts Treppe (Lage)         | B498               | 0070                   | Hans Bornholdt (1787–1866), Fischer                                                                                         | um 1895             | | Bornholdts Treppe         |
| Borracks Weg (Lage)              | B504               | 0065                   | Wilhelm Borrack (1810–1888), Bäckermeister und Grundeigner                                                                  | vor 1903            | | Borracks Weg              |
| Brandts Weg (Lage)               | B559               | 0060                   | F. Brandt (1790–1870), Kapitän und Gemeindevertreter                                                                        | 1903                | | Brandts Weg               |
| Breckwoldtstraße (Lage)          | B569               | 0175                   | nach der Reederfamilie Breckwoldt                                                                                           | 1949                | | Breckwoldtstraße          |
| Bremers Weg (Lage)               | B595               | 0055                   | Johann Bremer (1796–1869), Kapitän                                                                                          | vor 1903            | Bremer gründete den ersten regelmäßigen Schiffsliniendienst zwischen Hamburg und Blankenese. | Bremers Weg               |
| Brinkstücken (Lage)              | B604               | 0140                   | nach einem Flurnamen | 1955                | | Brinkstücken              |
| Bröers Treppe (Lage)             | B614               | 0150                   | Peter Bröers (1797–1867), Fischer und Grundeigner                                                                           | vor 1903            | | Bröers Treppe             |
| Bulckestraße (Lage)              | B692               | 0075                   | Carl Bulcke (1875–1936), Schriftsteller und Staatsanwalt                                                                    | 1949                | | Bulckestraße              |
| Caprivistraße (Lage)             | C003               | 0655                   | Leo von Caprivi (1831–1899), preußischer Offizier, von 1890 bis 1894 Reichskanzler                                          | vor 1903            | | Caprivistraße             |
| Charitas-Bischoff-Treppe (Lage)  | C018               | 0175                   | Charitas Bischoff (1848–1925), Schriftstellerin                                                                             | 1928                | | Charitas-Bischoff-Treppe  |
| Danielsenstieg (Lage)            | D035               | 0075                   | Johann Siegfried Danielsen (1846–1920), Tischlermeister und Bauunternehmer                                                  | 1853                | | Danielsenstieg            |
| Dirks-Paulun-Weg (Lage)          | D274               | 0070                   | Dirks Paulun (1903–1976), Dichter                                                                                           | 1984                | | Dirks-Paulun-Weg          |
| Dockenhudener Straße (Lage)      | D123               | 0365                   | Blankeneser Ortsteil Dockenhuden                                                                                            | 1919                | | Dockenhudener Straße      |
| Dormienstraße (Lage)             | D158               | 0260                   | Ferdinand Dormien (1851–1931), Kapitän                                                                                      | 1949                | | Dormienstraße             |
| Ebereschenweg (Lage)             | E003               | 0175                   | nach der gleichnamigen Pflanze                                                                                              | 1935                | | Ebereschenweg             |
| Eichengrund (Lage)               | E311               | 0430                   | nach dem dortigen Baumbestand                                                                                               | 1986                | westliche Straßenhälfte zwischen Am Sorgfeld und Einmündung Siebenbuchen in Sülldorf, ansonsten komplett in Blankenese | Eichengrund               |
| Elbchaussee (Lage)               | E122               | 0895 (im Stadtteil)    | nach dem (zeitweisen) Verlauf parallel zur Elbe                                                                             | 1830                | Die Elbchaussee beginnt am Klopstockplatz und liegt zunächst bis Hohenzollernring komplett in Ottensen, westlich davon bis Lüdemanns Weg nur die südliche Straßenhälfte; die nördliche Straßenhälfte befindet sich in Othmarschen, ebenso komplett der weitere Verlauf bis Teufelsbrück; ab dort bis zur Kreuzung Mühlenberg/Manteuffelstraße/Schenefelder Landstraße liegt sie auf Nienstedtener Gebiet, weiter bis zum Ende führt sie durch Blankenese. | Elbchaussee               |
| Elbgang (Lage)                   | E123               | 0060                   | nach der Funktion zur Elbe führend                                                                                          | vor 1903            | | Elbgang                   |
| Elbterrasse (Lage)               | E129               | 0315                   | nach der Lage mit Blick auf die Elbe                                                                                        | vor 1903            | | Elbterrasse               |
| Erik-Blumenfeld-Platz (Lage)     | E338               | 0170 x125 x105         | Erik Blumenfeld (1915–1997), CDU-Politiker                                                                                  | 2003                | bis 2003: Blankeneser Bahnhofsplatz | Erik-Blumenfeld-Platz     |
| Falkenschlucht (Lage)            | F021               | 0165                   | in Anlehnung an die Straße Falkenstein                                                                                      | 1936                | Fußweg | Falkenschlucht            |
| Falkenstein (Lage)               | F022               | 0100                   | nach dem Wappen des Hamburger Zweigs der Familie Godeffroy                                                                  | vor 1903            | | Falkenstein               |
| Falkensteiner Ufer (Lage)        | F023               | 1890 (im Stadtteil)    | in Anlehnung an die Straße Falkenstein                                                                                      | 1929                | kürzerer westlicher Teil in Rissen | Falkensteiner Ufer        |
| Falkensteiner Weg (Lage)         | F024               | 0575                   | in Anlehnung an die Straße Falkenstein                                                                                      | vor 1903            | | Falkensteiner Weg         |
| Falkentaler Weg (Lage)           | F025               | 0920                   | nach der Lage unterhalb des Falkensteins                                                                                    | vor 1903            | | Falkentaler Weg           |
| Ferdinands Höh (Lage)            | F087               | 0315                   | Ferdinand Flashoff (1819–1900), Kaufmann                                                                                    | 1908                | Flashoff baute hier ein noch heute stehendes Haus, das er „Ferdinands Höh“ nannte. | Ferdinands Höh            |
| Flashoffs Treppe (Lage)          | F142               | 0160                   | Franz Josef Flashoff († 1874), Glasermeister und Grundeigner                                                                | vor 1903            | | Flashoffs Treppe          |
| Frahmstraße (Lage)               | F200               | 0400                   | Heinrich Frahm (1871–1947), Gemeindevorsteher in Blankenese                                                                 | 1949                | | Frahmstraße               |
| Friederike-Klünder-Weg (Lage)    | F                  | 0215                   | Friederike Klünder (1776–1848), Wohltäterin in Blankenese, organisierte Armenhilfen, unterstützte verarmte Fischersfamilien | 2019                | Fußweg durch den Hessepark | Friederike-Klünder-Weg    |
| Friedrich-Legahn-Straße (Lage)   | F235               | 0260                   | Friedrich Legahn (1832–1924), Dekorateur und Tapezierer, legte die Straße an                                                | 1928                | | Friedrich-Legahn-Straße   |
| Garrelsweg (Lage)                | G018               | 0190                   | Johann Hinrich Garrels (1855–1920), Kaufmann und Hamburger Senator                                                          | 1952                | Fußweg | Garrelsweg                |
| Gätgensstraße (Lage)             | G009               | 0170                   | Hinrich Gätgens (1799–1879), Bauernvogt in Dockenhuden                                                                      | 1949                | vor 1949 Teil der Godeffroystraße | Gätgensstraße             |
| Godeffroystraße (Lage)           | G127               | 0515                   | Johan Cesar Godeffroy (1813–1885), Kaufmann                                                                                 | vor 1928            | | Godeffroystraße           |
| Goßlers Park (Lage)              | G175               | 0660                   | John Henry Gossler (1849–1914), Kaufmann                                                                                    | 1928                | | Goßlers Park              |
| Goßlerstraße (Lage)              | G176               | 0335                   | John Henry Gossler (1849–1914), Kaufmann                                                                                    | 1928                | | Goßlerstraße              |
| Grotiusweg (Lage)                | G301               | 1135                   | Hugo Grotius (1583–1645), Philosoph und Rechtsgelehrter                                                                     | 1949                | Lt. Straßenverzeichnis liegt das Grundstück Nr. 85 in Rissen, was anhand der Grundkarte nicht eindeutig erkennbar ist. | Grotiusweg                |
| Grube (Lage)                     | G307               | 0160                   | nach einem ursprünglich „Gruft“ genannten Weg, auf dem die Viehhändler ihre Tiere zu den Elbanlegern trieben                | 17. Jahrhundert     | neben „Gruft“ früher auch „In de Grove“ genannt, älteste Straße in Blankenese | Grube                     |
| Guldtweg (Lage)                  | G335               | 0135                   | nach einer Romanfigur von Gustav Frenssen                                                                                   | 1947                | | Guldtweg                  |
| Hans-Lange-Straße (Lage)         | H112               | 0245                   | Hans Lange (1843–1910), langjähriger Gemeindevorsteher in Blankenese                                                        | 1928                | bis 1928: Karlstraße | Hans-Lange-Straße         |
| Hardenbergstraße (Lage)          | H132               | 0175                   | Karl August von Hardenberg (1750–1822), preußischer Staatsmann                                                              | 1928                | | Hardenbergstraße          |
| Hasenhöhe (Lage)                 | H171               | 1350 (im Stadtteil)    | nach einer Flurbezeichnung                                                                                                  | 1928/29             | nördlich des S-Bahnhofs Iserbrook in Iserbrook, südlich davon bis Strohredder in Sülldorf, im weiteren Verlauf in Blankenese, abgesehen von einem ca. 30 Meter langen Teilstück zwischen den beiden S-Bahn-Brücken südlich der Einmündung der Straße Am Klingenberg, das erneut auf Iserbrooker Gebiet liegt | Hasenhöhe                 |
| Hessepark (Lage)                 | H401               | 0095                   | Georg Heinrich Hesse (1815–1909), Vorbesitzer des Geländes                                                                  | 1945                | | Hessepark                 |
| Heydornweg (Lage)                | H720               | 0130                   | Wilhelm Heydorn (1873–1958), Theologe und Lehrer                                                                            | 1972                | | Heydornweg                |
| Hilgendorfweg (Lage)             | H431               | 0370                   | Robert Hilgendorf (1852–1937), Kapitän                                                                                      | 1949                | vor 1949: Fichtenweg | Hilgendorfweg             |
| Hoher Weg (Lage)                 | H559               | 0180                   | nach der erhöhten Lage | vor 1903            | Fußweg | Hoher Weg                 |
| Holbergweg (Lage)                | H570               | 0190                   | Ludvig Holberg (1684–1754), dänisch-norwegischer Dichter                                                                    | 1957                | | Holbergweg                |
| Ibsenweg (Lage)                  | I001               | 0250                   | Henrik Ibsen (1828–1906), norwegischer Schriftsteller                                                                       | 1955                | | Ibsenweg                  |
| In de Bargen (Lage)              | I075               | 1400 (im Stadtteil)    | nach der Dünenlandschaft an der Elbe                                                                                        | 1936                | niederdeutsch In de Bargen = In den Bergen; nördlicher Teil in Rissen | In de Bargen              |
| Ingwersens Weg (Lage)            | I093               | 0105                   | Blankeneser Schifferfamilie Ingwersen, im 17. und 18. Jahrhundert Vorbesitzer des Geländes                                  | vor 1903            | | Ingwersens Weg            |
| Jörn-Uhl-Weg (Lage)              | J125               | 0095                   | nach einer Romanfigur von Gustav Frenssen                                                                                   | 1979                | | Jörn-Uhl-Weg              |
| Kahlkamp (Lage)                  | K016               | 0340                   | nach einem Flurnamen | 1926                | | Kahlkamp                  |
| Kapitän-Dreyer-Weg (Lage)        | K067               | 0545                   | Theodor Dreyer (1874–1930), Kapitän                                                                                         | 1949                | östliche Straßenhälfte zwischen Siebenbuchen und Strohredder in Sülldorf | Kapitän-Dreyer-Weg        |
| Karstenstraße (Lage)             | K087               | 0425                   | Joh. Karsten (1819–1896), einer der letzten Blankeneser Bauern, machte sich mit Stiftungen verdient                         | um 1919             | | Karstenstraße             |
| Kirschtenstraße (Lage)           | K206               | 0045                   | Walter Kirschten (1857–1922), Gymnasialdirektor                                                                             | 1928                | | Kirschtenstraße           |
| Kösterbergstraße (Lage)          | K331               | 1235                   | Hinrich Jürgen Köster (1748–1805), Auktionator, Vorbesitzer des Geländes                                                    | vor 1903            | | Kösterbergstraße          |
| Krähenhorst (Lage)               | K394               | 0340                   | nach den zahlreichen Nistplätzen von Krähen                                                                                 | 1928                | | Krähenhorst               |
| Krögers Treppe (Lage)            | K439               | 0090                   | Jürgen Kröger (1811–1889), Kapitän und Grundeigner                                                                          | vor 1903            | | Krögers Treppe            |
| Krumdal (Lage)                   | K463               | 0320                   | nach einem Flurnamen | vor 1903            | | Krumdal                   |
| Krumdals Weg (Lage)              | K464               | 0280                   | nach einem Flurnamen | vor 1903            | | Krumdals Weg              |
| Kuulsbarg (Lage)                 | K526               | 0495                   | nach einer Flurbezeichnung                                                                                                  | 1938                | | Kuulsbarg                 |
| Lesemanns Treppe (Lage)          | L142               | 0040                   | Johann Nicolaus Lesemann (1759–1804), Vorbesitzer des Geländes                                                              | vor 1929            | | Lesemanns Treppe          |
| Lichtheimweg (Lage)              | L162               | 0195                   | Georg Lichtheim (1865–1939), von 1910 bis 1933 Direktor der Altonaer Gas- und Wasserwerke                                   | 1951                | | Lichtheimweg              |
| Marienhöhe (Lage)                | M047               | 0570                   | nach dem ehemaligen, dort gelegenen Gut Marienhöh                                                                           | 1928                | westliche Straßenhälfte ab Anne-Frank-Straße in nördlicher Richtung in Sülldorf, ansonsten komplett in Blankenese | Marienhöhe                |
| Mitteltreppe (Lage)              | M209               | 0120                   | nach der Lage | 1949                | | Mitteltreppe              |
| Möhlmannweg (Lage)               | M216               | 0150                   | Blankeneser Schifferfamilie Möhlmann                                                                                        | 1949                | vor 1949: Küstersweg | Möhlmannweg               |
| Möllers Treppe (Lage)            | M219               | 0070                   | Claus Möller (1802–1873), Reeder und Kapitän, Vorbesitzer des Geländes                                                      | um 1927             | | Möllers Treppe            |
| Mommsenstraße (Lage)             | M242               | 0070                   | Theodor Mommsen (1817–1903), Historiker und Wissenschaftler                                                                 | 1928                | | Mommsenstraße             |
| Mörikestraße (Lage)              | M226               | 0335                   | Eduard Mörike (1804–1875), Lyriker                                                                                          | 1928                | | Mörikestraße              |
| Mühlenberg (Lage)                | M314               | 0765                   | nach dem gleichnamigen früheren Ortsteil von Dockenhuden und Blankenese                                                     | 1928                | östliche Straßenhälfte in Nienstedten | Mühlenberg                |
| Mühlenberger Weg (Lage)          | M315               | 1180                   | nach dem gleichnamigen früheren Ortsteil von Dockenhuden und Blankenese                                                     | 1928                | | Mühlenberger Weg          |
| Notenbarg (Lage)                 | N176               | 0620                   | nach einer Flurbezeichnung vom Ende des 18. Jahrhunderts                                                                    | 1955                | Fußweg | Notenbarg                 |
| Oesterleystraße (Lage)           | O043               | 0965                   | Carl Oesterley junior (1839–1930), Landschaftsmaler                                                                         | 1928                | | Oesterleystraße           |
| Oestmanns Treppe (Lage)          | O044               | 0085                   | Blankeneser Schifferfamilie Oestmann, insbesondere der Vorbesitzer des Geländes, Jürgen Oestmann (1731–1812)                | vor 1930            | | Oestmanns Treppe          |
| Ohlwöhren (Lage)                 | O069               | 0180                   | nach einem Flurnamen | 1935                | | Ohlwöhren                 |
| Ole Hoop (Lage)                  | O085               | 0375                   | nach einem Flurnamen | 1928                | | Ole Hoop                  |
| Op'n Kamp (Lage)                 | O104               | 0250                   | nach einem Flurnamen | 1928                | niederdeutsch Op'n Kamp = Auf dem Feld | Op'n Kamp                 |
| Op'n Schierenholt (Lage)         | O106               | 0160                   | nach einem Flurnamen | um 1925             | niederdeutsch Schierenholt = Grenzholz, gemeint ist die Grenze zu Wedel | Op'n Schierenholt         |
| Osterweg (Lage)                  | O149               | 0135                   | zur Erinnerung an die ursprüngliche Einteilung Blankeneses in Osterende, Mittelblankenese und Westerende                    | vor 1903            | | Osterweg                  |
| Paarmanns Weg (Lage)             | P004               | 0115                   | Christ. Hinrich Marten Paarmann (1807–1882), Korbmacher                                                                     | vor 1903            | | Paarmanns Weg             |
| Panzerstraße (Lage)              | P021               | 0200                   | nach den Pansen, die ein Schlachter zum Zeichen des Schlachtens vor die Tür hing                                            | 1908                | Durch Abschleifung und Verdrehung wurde aus dem Begriff „Pansen“ das Wort „Panzer“ | Panzerstraße              |
| Pepers Diek (Lage)               | P064               | 0200                   | nach einem früheren, inzwischen zugeschütteten Teich                                                                        | 1928                | niederdeutsch Diek = Teich | Pepers Diek               |
| Philippsstrom (Lage)             | P110               | 0135                   | C. August Philipp († 1893), Ortspolizist und Gemeindediener, Blankeneser Original                                           | 1928                | | Philippsstrom             |
| Potosistraße (Lage)              | P181               | 0500                   | nach dem Anfang des 20. Jahrhunderts schnellsten Segelschiff der Welt                                                       | 1949                | vor 1949: Zur Fernsicht | Potosistraße              |
| Propst-Paulsen-Straße (Lage)     | P208               | 0090                   | Theodor Paulsen (1839–1921), Pastor in Blankenese                                                                           | 1928                | | Propst-Paulsen-Straße     |
| Richard-Dehmel-Straße (Lage)     | R177               | 0490                   | Richard Dehmel (1863–1920), Dichter und Schriftsteller                                                                      | 1928                | | Richard-Dehmel-Straße     |
| Rissener Landstraße (Lage)       | R208               | 1135 (im Stadtteil)    | Hamburger Stadtteil Rissen                                                                                                  | 1929                | nordwestliche Straßenhälfte zwischen Hausnummer 131 und Anne-Frank-Straße in Sülldorf, westlich von Haus 131 in Rissen, östlich der Anne-Frank-Straße in Blankenese | Rissener Landstraße       |
| Röttgers Mühle (Lage)            | R398               | 0120                   | nach der von Heinrich Röttgers dort erbauten, ehemaligen Mühle                                                              | 1972                | | Röttgers Mühle            |
| Rutsch (Lage)                    | R378               | 0115                   | nach einer volkstümlichen Bezeichnung                                                                                       | vor 1903            | | Rutsch                    |
| Sachtestieg (Lage)               | 011                | 0135                   | Paul Sachte, ältester, namentlich bekannter Vogt in Blankenese (1629)                                                       | 1953                | | Sachtestieg               |
| Sagebiels Weg (Lage)             | S014               | 0140                   | nach dem ehemaligen Grundeigner und Fährhausbesitzer Sagebiel                                                               | vor 1903            | Nach einem Brand 1826 wurde das Gebäude wieder aufgebaut, diente aber nur noch der Gastronomie und wurde ab 1868 unter seinem Besitzer Wilhelm Sagebiel zu einem beliebten Ausflugslokal. | Sagebiels Weg             |
| Schenefelder Landstraße (Lage)   | S145               | 0585 (im Stadtteil)    | Schenefeld, Stadt im Kreis Pinneberg in Schleswig-Holstein                                                                  | 1928                | nördlich der S-Bahn-Brücke in Iserbrook, südlich der Brücke westliche Straßenhälfte in Blankenese, östliche in Nienstedten | Schenefelder Landstraße   |
| Schlagemihls Treppe (Lage)       | S183               | 0090                   | nach dem Grundeigentümer gleichen Namens                                                                                    | vor 1928            | | Schlagemihls Treppe       |
| Schnudts Treppe (Lage)           | S260               | 0045                   | Jürgen Hermann Schnudt (1827–1904), Vorbesitzer des Geländes                                                                | vor 1927            | | Schnudts Treppe           |
| Schöner Blick (Lage)             | S267               | 0325                   | nach der Aussicht insbesondere auf die Elbe                                                                                 | 1947                | | Schöner Blick             |
| Schulten Immenbarg (Lage)        | S320               | 0250                   | nach einem Flurnamen | 1949                | | Schulten Immenbarg        |
| Schweinesand (Lage)              | S864               |                        | nach einer traditionellen Bezeichnung                                                                                       |                     | Der unbewohnte Schweinesand (auch Schweinsand) ist der östliche Teil des Naturschutzgebietes Neßsand. Lt. Straßen- und Gebietsverzeichnis in Blankenese, lt. Grundkarte in Finkenwerder. |                           |
| Sechslingstreppe (Lage)          | S369               | 0070                   | nach einer Abgabe, die man zum Passieren dieser Treppe zu entrichten hatte                                                  | 1903                | | Sechslingstreppe          |
| Sibbertstraße (Lage)             | S416               | 0140                   | Johannes Heinrich Sibbert (1851–1917), von 1895 bis 1916 Gemeindevorsteher in Blankenese                                    | 1928                | vor 5. Juli 1928: Rosenstraße | Sibbertstraße             |
| Siebenbuchen (Lage)              | S420               | 0675 (im Stadtteil)    | nach einer Buche mit sieben Stämmen aus einer Wurzel                                                                        | 1928/1949           | nördliche Straßenhälfte zwischen Eichengrund und Kapitän-Dreyer-Weg in Sülldorf | Siebenbuchen              |
| Siebenweg (Lage)                 | S424               | 0650                   | nach einem Vorbesitzer | 1936                | | Siebenweg                 |
| Simrockstraße (Lage)             | S454               | 0370 (im Stadtteil)    | Karl Simrock (1802–1876), Übersetzer und Dichter                                                                            | 1949                | nördlich der S-Bahn-Brücke in Iserbrook | Simrockstraße             |
| Sörensenweg (Lage)               | S474               | 0165                   | Blankeneser Familie Sörensen, ursprünglich aus Dänemark stammend                                                            | 1952                | | Sörensenweg               |
| Stehrs Treppe (Lage)             | S848               | 0065                   | nach der seit 1590 in Blankenese lebenden Fischerfamilie Stehr, Vorbesitzer des Geländes                                    | 1972                | | Stehrs Treppe             |
| Steiler Weg (Lage)               | S619               | 0120                   | nach der Beschaffenheit | vor 1903            | | Steiler Weg               |
| Strandtreppe (Lage)              | S726               | 0260                   | nach der Funktion zum Elbufer führend                                                                                       | 1949                | | Strandtreppe              |
| Strandweg (Lage)                 | S727               | 2090                   | nach der Lage am Elbstrand                                                                                                  | vor 1903            | | Strandweg                 |
| Strauchweg (Lage)                | S733               | 0175                   | frei gewählter Name | 1936                | | Strauchweg                |
| Strindbergweg (Lage)             | S746               | 0540                   | August Strindberg (1849–1912), schwedischer Schriftsteller                                                                  | 1955                | | Strindbergweg             |
| Strohredder (Lage)               | S748               | 0195                   | frei gewählter Name | 1954                | nördliche Straßenhälfte in Sülldorf | Strohredder               |
| Süllbergsterrasse (Lage)         | S791               | 0700                   | nach der Lage am Süllberg                                                                                                   | vor 1903            | | Süllbergsterrasse         |
| Süllbergstreppe (Lage)           | S792               | 0090                   | nach der Lage am Süllberg                                                                                                   | vor 1903            | | Süllbergstreppe           |
| Süllbergsweg (Lage)              | S793               | 0070                   | nach der Lage am Süllberg                                                                                                   | vor 1903            | | Süllbergsweg              |
| Sülldorfer Kirchenweg (Lage)     | S796               | 1175 (im Stadtteil)    | nach der Funktion zur Blankeneser Kirche führend                                                                            | 1949                | nördlich der Straße Siebenbuchen in Sülldorf | Sülldorfer Kirchenweg     |
| Sülldorfer Mühlenweg (Lage)      | S799               | 0065 (im Stadtteil)    | nach der Funktion zur ehemaligen Schierenholter Windmühle führend                                                           | 1928                | nördlich der Anne-Frank-Straße in Sülldorf | Sülldorfer Mühlenweg      |
| Tafelberg (Lage)                 | T002               | 0490                   | nach einer Flurbezeichnung                                                                                                  | 1935                | | Tafelberg                 |
| Tinsdaler Kirchenweg (Lage)      | T109               | 0110 (im Stadtteil)    | nach dem Rissener Ortsteil Tinsdal, zur Blankeneser Kirche führend                                                          | 1928                | nur südliche Straßenhälfte des östlichen Teils in Blankenese, sonst in Rissen | Tinsdaler Kirchenweg      |
| Töpferstieg (Lage)               | T122               | 0140                   | nach einer dort 1873 kurzzeitig befindlichen Töpferei                                                                       | um 1926             | | Töpferstieg               |
| Waseberg (Lage)                  | W079               | 0280                   | nach der Lage an der gleichnamigen Erhebung                                                                                 | 1949                | | Waseberg                  |
| Wilhelms Allee (Lage)            | W278               | 0250                   | Wilhelm Geckler (1836–1895), Vorbesitzer des Geländes und Erbauer der Straße                                                | vor 1910            | | Wilhelms Allee            |
| Willhöden (Lage)                 | W287               | 0745                   | nach einer Flurbezeichnung (wilde Höhe)                                                                                     | 1949                | vor 1949: Föhrenweg | Willhöden                 |
| Wilmans Park (Lage)              | W294               | 0475                   | Hermann Christoph Wilman, Reeder und Kaufmann, Vorbesitzer des Geländes, der den Park anlegen ließ                          | 1929                | | Wilmans Park              |
| Witts Allee (Lage)               | W355               | 0370                   | Johann Peter Witt (1838–1905), Reeder                                                                                       | vor 1903            | | Witts Allee               |
| Witts Park (Lage)                | W356               | 0295                   | nach der Lage im Park | 1935                | | Witts Park                |
| Wulfsdal (Lage)                  | W414               | 0705                   | nach einer Flurbezeichnung                                                                                                  | um 1924             | „Wulf“ ist von „Vulv“ abgeleitet und bezeichnet einen Sumpf oder ein Moor. | Wulfsdal                  |